# Протти, Игор
Игор Протти (итал. Igor Protti; род. 24 сентября 1967, Римини) — итальянский футболист, играл на позиции нападающего, в сезоне 1995/96 стал лучшим бомбардиром Серии А.

## Карьера
Большую часть своей карьеры Протти провёл играя в клубах Серии В и Серии С, но в сезоне 1995/96 он играя за «Бари» стал наряду с Джузеппе Синьори с 24 мячами лучшим бомбардиром Серии А. Это его достижение не осталось незамеченным и в следующем сезоне он перешёл в один из лидеров итальянского футбола римский «Лацио», однако там его карьера сложилась неудачно, и вскоре он покинул стан римлян. Поиграв непродолжительное время за «Наполи» и «Реджану», Протти перешёл в клуб Серии С1 «Ливорно», за 6 лет проведённых им в составе Ливорно он помог ему выйти в Серию А и стал живой легендой клуба, а его игровой номер 10, был выведен из обращения и навечно закреплён за Протти (в дальнейшем, по просьбе самого Протти, № 10 был вновь введён в обращение в «Ливорно»).

## Достижения
Командные
- Обладатель Суперкубка Италии (1): 1998

Личные
- Лучший бомбардир чемпионата Италии (1): 1995/96 (24 гола, совместно с Джузеппе Синьори)
- Лучший бомбардир Серии B (1): 2002/03 (23 гола)
- Лучший бомбардир Серии C1 (2): 2000/01 (20 голов), 2001/02 (27 голов)